# Sent Martin d'Onei
Sent Martin d'Onei (en francès Saint-Martin-d'Oney) és un municipi francès situat al departament de les Landes i a la regió de la Nova Aquitània.

## Demografia
| 1962                                       | 1968 | 1975 | 1982 | 1990 | 1999 | 2007  |
| ------------------------------------------ | ---- | ---- | ---- | ---- | ---- | ----- |
| 838                                        | 845  | 828  | 844  | 868  | 927  | 1.144 |
| Des de 1962: població sense dobles comptes |      |      |      |      |      |       |

## Administració
| Període | Identitat           | Partit |
| ------- | ------------------- | ------ |
| 2001    | Jean-Paul Le Tyrant |        |